# San Luis (Urugwaj)
San Luis – miasto w Urugwaju, w departamencie Canelones.